# Belgian Medical Students Association
De Belgian Medical Students' Association (BeMSA) vzw is een Belgische studentenvereniging voor studenten geneeskunde en andere studenten uit de gezondheidssector. BeMSA is lid van de International Federation of Medical Students' Associations (IFMSA) en is actief aan alle 11 universiteiten met een faculteit geneeskunde in België. 
BeMSA houdt zich bezig met het organiseren van activiteiten, veelal gericht op studenten, alsook het organiseren van klinische en onderzoeksuitwisselingen voor studenten.
De nationale koepelvereniging werd opgericht in 2013.

## Leden
BeMSA bestaat op heden uit 11 lokale afdelingen aan verschillende Belgische universiteiten.
| Naam afdeling   | Universiteit                         | Soort lidmaatschap |
| --------------- | ------------------------------------ | ------------------ |
| EMSA Antwerpen  | Universiteit Antwerpen               | Full member        |
| BeMSA ULB       | Université Libre de Bruxelles        | Full member        |
| BeMSA VUB       | Vrije Universiteit Brussel           | Full member        |
| BeMSA Gent      | Universiteit Gent                    | Full member        |
| BeMSA Hasselt   | Universiteit Hasselt                 | Full member        |
| BeMSA Kulak     | Katholieke Universiteit Leuven Kulak | Full member        |
| BeMSA Leuven    | Katholieke Universiteit Leuven       | Full member        |
| BeMSA Liège     | Université de Liège                  | Full member        |
| BeMSA UCLouvain | Université Catholique de Louvain     | Full member        |
| BeMSA Mons      | Université de Mons                   | Full member        |
| BeMSA Namur     | Université de Namur                  | Full member        |

## Organisatie
Alle activiteiten van BeMSA worden ingedeeld onder een van volgende werkgroepen:
- Standing Committee on Human Rights & Peace (SCORP): mensenrechten en vrede
- Standing Committee on Medical Education (SCOME): medische opleiding
- Standing Committee on Professional Exchange (SCOPE): klinische uitwisselingen
- Standing Committee on Public Health (SCOPH): volksgezondheid
- Standing Committee on Research Exchange (SCORE): onderzoeksuitwisselingen
- Standing Committee on Sexual and Reproductive Health including HIV and AIDS (SCORA): seksuele en reproductieve gezondheid

## Nationaal bestuur
Het nationaal bestuur wordt jaarlijks opnieuw verkozen. De termijn loopt telkens vanaf 1 juli.
Het bestuur bestaat enerzijds uit een 'Executive Board' welke het dagelijks bestuur uitmaakt:
- President (Voorzitter)
- Vice-President (Vice-voorzitter)
- Treasurer (Beheerder)
- Secretary (Secretaris)
- Head of PR (Hoofd publieke relaties)

Dit dagelijks bestuur wordt aangevuld met een 'Team of Officials' die verantwoordelijk zijn voor de 6 standing committees.

### Lijst van voorzitters
| Termijn   | Naam van voorzitter                          |
| --------- | -------------------------------------------- |
| 2013-2014 | Manon Pigeolet (UAntwerpen)                  |
| 2014-2015 | Alexander Huybrechts (UHasselt / UAntwerpen) |
| 2015-2016 | Joris de Groof (KU Leuven)                   |
| 2016-2017 | Wouter Vanbillioen (KU Leuven)               |
| 2017-2018 | Yasnaïa Bruneel (UGent)                      |
| 2018-2019 | Basiel Weyers (UGent)                        |
| 2019-2020 | Miryam Serry (VUB)                           |
| 2020-2021 | Stephanie Delcroix (KU Leuven)               |
| 2021-2022 | Zoë Verloo (UGent)                           |
| 2022-2023 | Zoë Verloo (UGent)                           |
| 2023-2024 | Joséphine Jacobs (KU Leuven)                 |
| 2024-2025 | Jessie Nantongo (UGent)                      |
| 2025-2026 | Mathias Broeckx (UAntwerpen)                 |